# Deux Sœurs (film)
Pour les articles homonymes, voir Deux sœurs.
Pour plus de détails, voir Fiche technique et Distribution.
Deux Sœurs (hangeul : 장화, 홍련, RR : Janghwa, Hongryeon, littéralement « Fleur rose, lotus rouge ») est un film d'horreur sud-coréen écrit et réalisé par Kim Jee-woon, sorti en 2003.

## Synopsis
Su-Mi et Su-Yeon, deux sœurs, rentrent chez elles. Leur belle-mère les accueille mais Su-Mi l'évite volontairement et Su-Yeon semble en avoir peur. Un jour, le frère de la marâtre et sa femme leur rendent visite. Pendant le dîner, elle aperçoit un fantôme et des événements étranges se produisent. Le fantôme d'une petite fille hante en effet la maison. Les oiseaux meurent. Persuadée que leur mort est due aux agissements de Su-Yeon, la belle-mère l'enferme dans un placard. Le conflit entre la marâtre et les deux jeunes sœurs ne fait que commencer…

## Fiche technique
- Titre  : Deux Sœurs
- Titre original : 장화 홍련 (Janghwa, Hongryeon)
- Titre anglais : A Tale of Two Sisters
- Réalisation : Kim Jee-woon
- Scénario : Kim Jee-woon
- Décors : Jo Geun-hyeon
- Costumes : Ok Soo-kyung
- Photographie : Lee Mo-gae
- Montage : Go Im-pyo
- Musique : Lee Byeong-woo
- Production : Oh Gi-min et Oh Jeong-wan
- Société de production : B.O.M. Film Productions Co.
- Société de distribution : Chungeorahm Film
- Pays d'origine : Corée du Sud
- Langue originale : coréen
- Format : couleur - 1.85 : 1 - Dolby EX 6.1  - 35 mm
- Genre : horreur, drame, thriller
- Durée : 115 minutes
- Dates de sortie :
  -  Corée du Sud : 13 juin 2003
  -  Corée du Sud : 23 août 2003 (Festival international du film de Gwangju)
  -  France : 16 juin 2004
- Film interdit aux moins de 12 ans lors de sa sortie en France

## Distribution
- Im Su-jeong : Bae Su-mi
- Moon Geun-young : Bae Su-yeon
- Kim Kap-su : Bae Moo-hyeon, le père
- Yeom Jeong-a : Eun-joo, la belle-mère
- Lee Seung-bi : Mi-hee

## Accueil

### Accueil critique
En France, le site Allociné propose une moyenne de 3,5⁄5, d'après l'interprétation de 18 critiques de presse.

## Distinctions

### Récompenses
- Festival international du film de Catalogne 2003 : Prix du meilleur film
- Festival Screamfest 2003 : Prix du meilleur film
- Festival international du film fantastique de Bruxelles 2004 : Prix de la meilleure actrice (Yeom Jeong-a)
- Festival Fantasporto 2004 : Prix du jury, du meilleur film, du meilleur réalisateur et de la meilleure actrice (Im Su-jeong)
- Festival du film fantastique de Gérardmer 2004 : Grand prix et Grand prix de la jeunesse

## Analyse
Le film est à la fois un film d'épouvante dans la lignée de Ring (1998) ou Dark Water (2002) et un drame psychologique. L'histoire est principalement tournée du point de vue de Su-mi qui souffre de graves troubles mentaux à la suite du choc provoqué par le suicide de sa mère et la mort de sa sœur qu'elle n'a pas sauvée. Pour faire face à un sentiment de culpabilité trop grand, Su-mi s'est inventée une belle-mère sadique qu'elle doit affronter pour protéger sa petite sœur. Mais la belle-mère n'est que sa part d'ombre, et la sœur est bien morte. Le spectateur est plongé dans un univers terrifiant au travers de ces différentes personnalités, tour à tour victimes de visions horrifiques et macabres. 
Toutefois le trouble dissociatif d'identité dont est victime Su-mi ne semble pas tout expliquer (notamment le comportement des invités ; la « fille sous l'évier de la cuisine »). Un des aspects angoissants du film est l'incertitude qui plane à la fin. En effet, le spectateur peut se mettre à douter de l'existence ou non d'un fantôme au sein de la maison. Su-yeon est-elle un fantôme, une vision de Su-mi ou les deux ?
Kim Jee-Woon déclare avoir été influencé  par Pique-nique à Hanging Rock de Peter Weir, Créatures célestes de Peter Jackson et Signes de M. Night Shyamalan.
De par son scenario inextricable et la structure narrative qu'il adopte, ce film rappelle aussi Mulholland Drive : l'essentiel du film et une histoire transfigurée, recomposée ; le dernier quart du film qui fait apparaitre la réalité (qui conserve des éléments surnaturels) et emploie des flashbacks. On peut encore citer Memento Mori de Kim Tae-yong et Min Kyu-dong (1999) où l'on trouve également deux adolescentes unies, la mort de l'une d'entre elles et son fantôme.

## Le conte original
Deux sœurs est l'adaptation d'un conte populaire coréen (Janghwa et Hongryun (Rose et Fleur Lotus)) :
Il était une fois un père qui avait deux très belles filles Rose et Lotus. Peu de temps après leur naissance, sa première femme mourut. Profondément affecté par la mort de son épouse, il ne se remaria pas et éleva ses filles seul. Mais, il se rendit compte que ses filles avaient besoin d'une mère. Il se remaria alors et sa deuxième femme eut un garçon. Cependant, le père était toujours aussi triste et ne se préoccupait guère de sa nouvelle femme. Il parlait souvent de sa première épouse, ce qui rendait la nouvelle très jalouse. Elle décida donc de se débarrasser des deux filles. Elle pensait, en effet, que leur père oublierait son ancienne vie si les filles disparaissaient.
Une nuit, elle captura un rat, le dépeça et le mit dans le lit de Rose. Au matin, elle vint dire à son mari que sa fille avait fait une fausse couche. Le père envoya sa fille vivre au loin avec des parents éloignés. Il demanda à leur demi-frère de les accompagner. Une fois qu'elles furent loin, ce dernier, furieux, menaça Rose de la tuer pour ce qu'elle avait fait. Rose se jeta dans un lac et se noya. Cette même nuit, Lotus, la sœur, vit Rose dans ses rêves, celle-ci lui dit qu'elle était désormais un esprit et la prévint contre leur belle-mère. Lotus demanda à sa belle-mère ce qu'il venait d'arriver. Elle lui raconta comment Rose avait porté le déshonneur sur la famille et comment elle s'était jetée dans un lac. Lotus trouva ce lac et vit l'esprit de sa sœur. Désespérée, elle rejoignit Rose dans la mort en se jetant dans l'eau.
Quelque temps plus tard, la province eut un nouveau gouverneur. Quand il arriva, il fut prévenu que tous les gouverneurs étaient morts après que deux esprits soient venus les voir. Mais, c'était un homme fort et instruit et il n'eut pas peur. Une nuit, il se réveilla et vit les deux sœurs, mais au lieu de perdre la tête et de mourir comme les autres, il leur parla. Les deux esprits lui révélèrent alors la vérité. Il fit alors venir le père et la belle-mère. Celle-ci montra le drap avec le rat mort, mais il n'examina pas assez bien pour découvrir la supercherie. Ils furent libres de repartir. Plus tard, au cours de la nuit, les deux filles revinrent et lui dirent de regarder plus près le petit cadavre. C'est ce qu'il fit le lendemain matin et réalisa que la belle-mère avait menti. Il la fit alors exécuter ainsi que son fils. Il relâcha le père.
Le père trouva le lac et vit ses deux filles flotter à la surface de l'eau. Elles semblaient dormir comme si la mort ne les avait pas affectées. Il les enterra, se lamenta et maudit sa propre folie. Plusieurs années plus tard, il se remaria avec une femme très gentille. Une nuit, il vit ses deux filles en rêve qui lui dirent qu'elles allaient revenir. Le lendemain matin, sa troisième femme vint lui apporter deux fleurs : une rose et un lotus. Neuf mois plus tard, elle donna naissance à deux filles qui ressemblaient totalement aux deux sœurs disparues. Les deux enfants furent baptisées Rose et Lotus et toute la famille vécut alors dans la paix et le bonheur.

## Autour du film
- Jun Ji-hyun refusa le rôle de Su-mi, prétextant que le script était trop effrayant. Ironiquement, son film suivant, 4 inyong shiktak (ko) (2003), était également un film d'épouvante.
- Im Su-jeong auditionna au départ pour le rôle de Su-yeon.
- Un remake américain a été réalisé en 2009 : Les Intrus de Charles et  Thomas Guard.